# Cliorismia bussi
Cliorismia bussi är en tvåvingeart som först beskrevs av James 1952.  Cliorismia bussi ingår i släktet Cliorismia och familjen stilettflugor. Inga underarter finns listade i Catalogue of Life.